# Cecil Woodham-Smith
Pour les articles homonymes, voir Woodham.
Œuvres principales
Florence Nightingale (1950)
The Reason Why: The Story of the Fatal Charge of the Light Brigade (1953)
The Great Hunger: Ireland: 1845-1849 (1962)
Queen Victoria: Her Life and Times (1972)
Cecil Woodham-Smith, née le 29 avril 1896 à Tenby dans le pays de Galles et morte le 16 mars 1977 à Londres, est une historienne et biographe britannique. Elle est l'auteur de quatre ouvrages de référence sur l'époque victorienne. 

## Biographie

### Jeunesse
Cecil Blanche FitzGerald naît le 29 avril 1896 à Tenby, dans le pays de Galles. Elle est issue d'une célèbre famille irlandaise qui a notamment pour ancêtre Lord Edward FitzGerald, un des héros de la rébellion irlandaise de 1798. Le père de Cecil, le colonel James FitzGerald, a servi dans l'armée des Indes au moment de la révolte des cipayes (1857-1858).
Cecil est élève à l'école royale pour les filles des officiers de l'armée à Bath, mais elle est renvoyée pour s'être rendue sans autorisation à la National Gallery. Elle poursuit sa scolarité dans un couvent français avant d'intégrer le St Hilda's College d'Oxford, où elle étudie la littérature anglaise. Elle est diplômée de l'établissement avec l'équivalent de la mention « bien » en 1917. Elle travaille ensuite comme secrétaire et rédactrice publicitaire.
En 1928, elle se marie à George Ivon Woodham-Smith, un avocat londonien. Le couple, installé à Cadogan Place, donne naissance à une fille, Elizabeth, et un fils, Charles James. Cecil interrompt alors sa carrière pour se consacrer à l'éducation de ses enfants, se contentant d'écrire quelques articles et histoires de fiction pour la presse de temps à autre.

### Carrière d'historienne

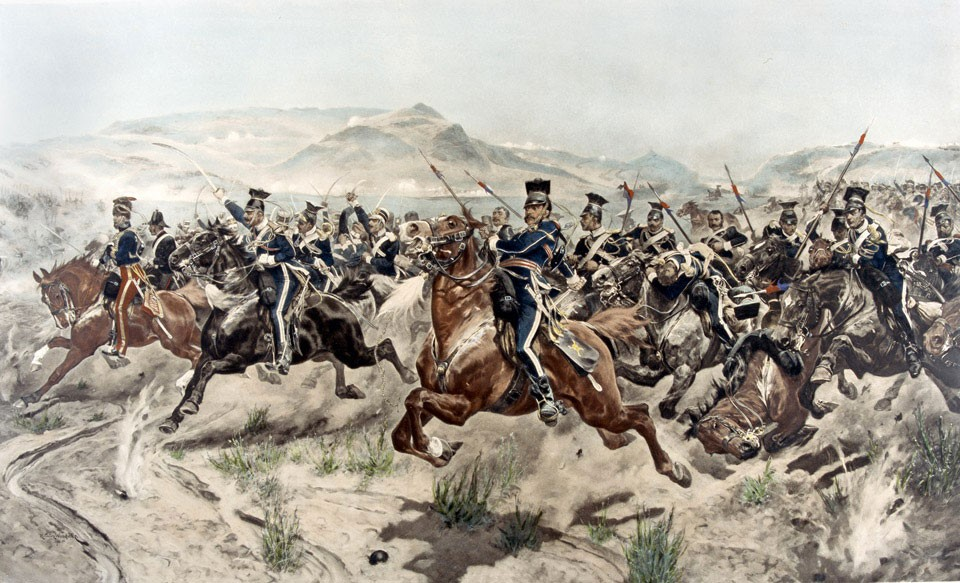
La charge de la brigade légère (ici représentée sur un tableau du peintre Richard Caton-Woodville en 1894) est au cœur du livre de Cecil Woodham-Smith The Reason Why, probablement son ouvrage le plus populaire.

Lors d'une conversation avec un éditeur londonien en 1942, celui-ci, impressionné par les connaissances de Cecil sur la vie de Florence Nightingale, lui suggère d'écrire une biographie de la célèbre infirmière. Son ouvrage, fruit de neuf années de recherches, paraît en 1950 et la propulse immédiatement comme une historienne de premier plan. La figure de Nightinghale en sort réhabilitée, alors qu'elle avait été quelque peu malmenée par Lytton Strachey dans son livre Eminent Victorians. Salué par la critique pour son érudition et la qualité de l'écriture, le Florence Nightingale de Cecil Woodham-Smith reçoit le prix James Tait Black l'année même de sa sortie.
Son deuxième livre, The Reason Why (1953), est consacré à la charge de la brigade légère, un épisode militaire calamiteux de la guerre de Crimée. Une fois de plus, c'est un succès d'édition, « peut-être le plus populaire des quatre chefs-d'œuvre de Cecil Woodham-Smith » selon sa biographe Elizabeth Longford. À l'occasion d'un entretien télévisé, Woodham-Smith raconte que, pour écrire le passage dédié à la charge elle-même, elle a travaillé pendant 36 h d'affilée, sans pause ni nourriture ; ceci fait, elle a bu un remontant et dormi durant deux jours.
Par la suite, elle continue ses travaux avec The Great Hunger: Ireland: 1845-1849 (1962), qui retrace l'histoire de la grande famine irlandaise des années 1840 en adoptant un point de vue critique sur la gestion de la famine par le gouvernement britannique — même si l'auteur reconnaît l'assistance fournie par ce dernier au début des événements. En 1972, elle publie en outre le premier volume d'une biographie consacrée à la reine Victoria (Queen Victoria: Her Life and Times). La suite n'est pas encore achevée lorsqu'elle meurt dans sa résidence londonienne le 16 mars 1977, à l'âge de 80 ans.

## Hommages et postérité
Cecil Woodham-Smith est élevée au grade de commandeur de l'ordre de l'Empire britannique en 1960. Elle est également nommée docteur honoris causa de l'université nationale d'Irlande en 1964 et de l'université de St Andrews en 1965, ainsi que membre honorifique du St Hilda's College, où elle a fait ses études, en 1967.
Dans la notice publiée à l'occasion de sa mort, le New York Times décrit Woodham-Smith comme « l'un des auteurs de référence sur l'histoire britannique du XIXe siècle ». De fait, son travail est généralement commenté de façon élogieuse par ses pairs, comme pour Florence Nightingale qui constitue selon Jean-Daniel Benoît une « biographie singulièrement attachante et vivante en même temps qu'érudite ». Pour la spécialiste Christine Kinealy, l'approche de Woodham-Smith sur la grande famine irlandaise « va à l'encontre des théories dominantes », même si, du fait des racines irlandaises de l'auteur, « [elle] est, de façon très claire, émotionnellement engagée par le sujet auquel elle s'intéresse ». Cette limite n'entame pas la popularité du livre ; dans un article de 1993, James S. Donnelly, Jr. souligne que « The Great Hunger a été un succès d'édition immédiat sur deux continents » et qu'il s'agit du livre consacré à l'histoire de l'Irlande le plus lu de tous les temps. En 2014, The Great Hunger de Cecil Woodham-Smith figure parmi une liste de 31 ouvrages sélectionnés par deux professeurs de l'University College Dublin pour leur contribution majeure à l'histoire de l'Irlande.     
L'écrivain, acteur et réalisateur Alan Bennett a écrit à son propos : 

« Cecil était une femme frêle avec un minuscule crâne d'oiseau, dont la ressemblance avec Élisabeth Ire (dans ses dernières années) était plus frappante encore que dans le cas d'Edith Sitwell (les boucles d’oreilles en métal en moins). Irlandaise d'origine, elle avait un esprit firbankien et une façon de s'exprimer tout à fait charmante. Un jour, elle m’a demandé : « connaissez-vous vraiment l'Amérique ? » ; j'ai inséré cette réplique dans Habeas Corpus [comédie d'Alan Bennett jouée pour la première fois au théâtre en 1973], ce qui m'a bien fait rire. […] Chez elle, même la remarque la plus ordinaire était empreinte d'une tournure très personnelle et elle pouvait être assez maniérée. Il arriva un jour que notre conversation dérivât — comme le font toutes les conversations — sur les chariots élévateurs ; devinant que les machines industrielles étaient potentiellement fort éloignées des centres d'intérêt de Cecil, je lui dit : « savez-vous ce qu’est un chariot élévateur ? » Elle m'a dévisagé avec un regard digne d'Annie Walker [personnage du feuilleton britannique Coronation Street] : « oui, à mes dépens ». »